# Sascha Klein
Sascha Klein (* 12. September 1985 in Eschweiler) ist ein ehemaliger deutscher Wasserspringer. Er startet international beim 10-m-Turmspringen sowohl in Einzel- als auch zusammen mit Patrick Hausding in Synchronwettbewerben.

## Leben
Sascha Klein begann das Wasserspringen im Alter von acht Jahren in Aachen und trainierte bis 2011 beim SV Neptun Aachen. 2011 wechselte er mit seinem Trainer Boris Rozenberg an den Bundesstützpunkt Dresden und gehörte von 2011 bis 2012 dem SC Riesa sowie anschließend dem Dresdner SC an. Er ist Sportsoldat der Bundeswehr-Sportfördergruppe in Köln. Durch Kleins Sieg beim FINA-Grand-Prix in Rostock 2008 wurde Sascha Klein bis zum 23. August 2008 als Weltranglistenerster vom 10-m-Turm geführt.
Bei den Olympischen Spielen 2008 in Peking konnte er mit seinem Partner Hausding hinter den Chinesen Lin Yue und Huo Liang, aber vor den Russen Gleb Galperin und Dmitri Dobroskok, die Silbermedaille im Synchronspringen vom 10-m-Turm gewinnen. Im Synchronspringen vom 3-m-Brett wurde er mit Pavlo Rozenberg Sechster.
Für den Gewinn der Silbermedaille bei den Olympischen Spielen 2008 erhielt er von Bundespräsident Köhler das Silberne Lorbeerblatt, die höchste von der Bundesrepublik Deutschland verliehene sportliche Auszeichnung.
Seine erste internationale Medaille im Seniorenbereich gewann Klein bei den Europameisterschaften 2006 in Budapest, wo er zusammen mit seinem damaligen Partner Heiko Meyer Silber im 10-m-Synchronwettbewerb erreichte. Im gleichen Wettbewerb konnte er bei den Europameisterschaften 2008 in Eindhoven, 2009 in Turin, 2010 in Budapest und 2011 abermals in Turin jeweils mit Patrick Hausding den Titel gewinnen. Im Einzel vom 10-m-Turm wurde er bei den Europameisterschaften 2008 Zweiter, 2010 und 2011 konnte er jeweils den Titel gewinnen. Bei den Weltmeisterschaften 2011 in Shanghai konnte das Duo Klein/Hausding mit Silber im 10-m-Synchronspringen auch ihre erste WM-Medaille erringen. Im Turmspringen feierte Klein zudem seinen größten Erfolg bei einem Einzelwettbewerb. Er gewann hinter Qiu Bo und David Boudia Bronze.

## Sonstiges
Klein nahm 2018 an der dritten Staffel der Wettkampfshow Ewige Helden teil. 2019 gewann er das erste Promi-Special von Big Bounce und begleitete die Olympischen Sommerspiele 2020 als TV-Experte.
Er ist Vater von drei Söhnen.

## Erfolge
- 20 Titel bei Deutschen Meisterschaften
- Jugendweltmeister im Synchronspringen vom 3-m-Brett 2002
- Zwölfter bei den Schwimmweltmeisterschaften 2005 in Montreal im Synchronspringen vom Turm
- Zweiter Platz beim Weltcup im Wasserspringen 2006 in Changshu
- Bronzemedaille bei den Militärweltmeisterschaften in Hyderabad 2007 vom 1-m-Brett
- Vierter bei den Militärweltmeisterschaften in Hyderabad 2007 vom Turm
- Sieger beim Weltcup im Wasserspringen 2008 in Peking
- Vierter bei den Schwimmweltmeisterschaften 2005 in Melbourne im Synchronspringen vom Turm, Siebter im Einzel
- Europameister 2010 im Teamwettbewerb mit Christin Steuer[5]
- Vierter Platz bei den Europameisterschaften 2011 im Teamwettbewerb mit Nora Subschinski